# Trnovec Bartolovečki
Trnovec Bartolovečki  è un comune della Croazia di 6 852 abitanti della regione di Varaždin.